# Planorbídeos
Os planorbídeos (Planorbidae) é uma família de caracóis de água doce pulmonados pertencentes ao clado Panpulmonata dos Gastropoda.